# Cord Borgentrick (Hannover)
Cord Borgentrick war ein Bürger der Stadt Hannover, der am 24. November 1490 einen Überfall Herzog Heinrichs des Älteren zu Braunschweig und Lüneburg auf die Stadtbefestigung Hannover vereitelte.

## Werdegang
Der Ölschläger Cord Borgentrick verließ aus Hannovers südöstlichem Stadttor, dem Aegidientor, die Stadt. Als er am Abend des 23. November 1490 in die Stadt zurückkehren wollte, war das Stadttor verschlossen. Beim Warten vor dem Tor entdeckte er im Morgengrauen unter Planwagen und in Gärten verborgene bewaffnete Feinde, die Hannover überfallen wollten. Als List des der Stadt feindlich gesinnten Herzogs sollte nach der Öffnung des Aegidientors ein als Kaufmannswagen getarnter Planwagen mit Soldaten unter das Fallgitter fahren und dort einen Schuss als Zeichen dafür abgeben, dass die bewaffneten Feinde in die Stadt eindringen könnten. Cord Borgentrick erkannte die Gefahr und warnte an einem benachbarten Turm den Wächter, der die Stadt mit einem Schuss aus der Büchse in Alarmbereitschaft versetzte und die bewaffneten Feinde damit aus ihren Verstecken hervorlockte. Der geplante Überfall auf die Stadt Hannover misslang.

## Ehrungen
- Zur Erinnerung an die Heldentat Cord Borgentricks wurde der 24. November später „gleich einem der höchsten kirchlichen Feiertage“ begangen, indem man singend durch die Straßen Hannovers zog und so den Bürgern Hannovers die Heldentat Cord Borgentricks erzählte. Quelle dieser Ereignisse ist eine Aufzeichnung im Roten Stadtbuch, die mit den Worten schließt: „Et ergo nolite confidere in principibus“ (deutsch: „Und deshalb traut nicht den Fürsten“).

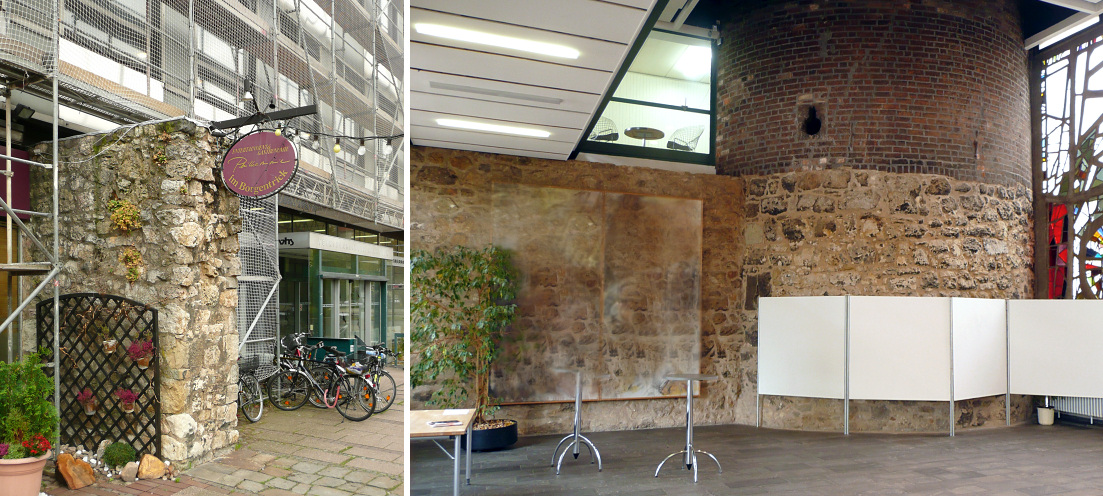
Ansicht des nach Cord Borgentrick benannten Turms der Stadtmauer

- Der denkmalgeschützte Borgentrick-Turm, der in das spätere Gebäude der Volkshochschule Hannover einbezogen wurde, wurde als Teil der historischen Stadtmauer nahe dem Aegidientor nach dem hannoverschen Bürger benannt.[2]
- Die 1911 angelegte Herbertstraße im hannoverschen Stadtteil Döhren wurde später in Borgentrickstraße umbenannt.[3]
- 2008 lobte der Heimatbund Niedersachsen e.V. in Zusammenarbeit mit der Landeshauptstadt Hannover zur Erinnerung an Cord Borgentrick erstmals den Cord-Borgentrick-Stein aus.